# Starogard Gdański
Starogard Gdański er by beliggende i det nordlige Polen tæt på Gdańsk.
Indbyggertallet er 47.932 (2007). Der er flere folkeskoler, og et gymnasium i byen.
Byen har en gammel bymidte med et torv.
- Wikimedia Commons har flere filer relateret til Starogard Gdański